# Actium aculeatum
Actium aculeatum är en skalbaggsart som beskrevs av Albert A. Grigarick och Schuster 1971. Actium aculeatum ingår i släktet Actium och familjen kortvingar. Inga underarter finns listade i Catalogue of Life.